# Ingrid Verbauwhede
Ingrid Verbauwhede (* 20. Jahrhundert) ist eine belgische Elektrotechnikerin und Informatikerin. Sie ist Professorin in der Forschungsgruppe COSIC des Fachbereichs Elektrotechnik der Katholieke Universiteit Leuven in Belgien.

## Leben und Werk
Verbauwhede promovierte 1991 an der Katholieke Universiteit Leuven bei Hugo J. De Man und Joos Vandewalle in Elektrotechnik mit der Dissertation: VLSI Design Methodologies for Application-Specific Cryptographic and Algebraic Systems. Sie erhielt 1991 ein Postdoktorandenstipendium der NATO und forschte bis 1996 als Principal Engineer bei Teknekron Communications Systems (TCSI). Anschließend arbeitete sie bis 1998 als Senior principal engineer bei Atmel Berkeley Labs, bis 2005 als Associate Professorin und dann ab 2005 als außerordentliche Professorin an der University of California, Los Angeles.
Verbauwhede ist seit 2003 Professorin in der Forschungsgruppe COSIC an der Katholieke Universiteit Leuven.  Bei COSIC leitet sie die Gruppe für eingebettete Systeme und Hardware.

## Forschung
Sie entwickelt kryptografische Systeme auf Basis eingebetteter Mikroprozessoren und interessiert sich für die Integration dieser Geräte in den architektonischen Raum. Poly-Sensing Environement war ihr erstes Gemeinschaftsprojekt mit einem Künstler, der im Bereich Neue Medienkunst arbeitete.
Verbauwhede ist eine Pionierin auf dem Gebiet des effizienten und sicheren Designs und der Designmethoden für kryptografische Algorithmen. Sie hat an Schaltkreisen, Architekturen und Design für symmetrische Schlüssel, öffentliche Schlüssel und postquantensichere kryptografische Algorithmen gearbeitet.
Sie hat an mehreren EU-finanzierten Sicherheitsprojekten für Hardware und eingebettete Systeme teilgenommen. Sie besitzt mehrere Patente in den Bereichen Logikschaltungen, digitale Signalverarbeitung, Advanced Encryption System (AES)-Architektur.  Sie ist Autorin und Co-Autorin von mehr als 300 Publikationen und im Februar 2022 betrug ihr h-Index 82.

## Auszeichnungen (Auswahl)
- 2011: Mitglied der Royal Flemish Academy of Belgium for Science and the Arts[4]
- 2013: IEEE Fellow
- 2016: ERC Advanced Grant[5][6]
- 2017: IEEE CS Technical Achievement Award
- 2021: Fellow der International Association for Cryptologic  Research[7]

## Veröffentlichungen (Auswahl)
- mit A. Beckers, L. Wouters, B. Gierlichs, B. Preneel: Provable Secure Software Masking in the Real-World.In Workshop on Constructive Side-Channel Analysis and Secure Design 2022, Lecture Notes in Computer Wissenschaft, Springer-Verlag, 2022.
- mit M. Van Beirendonck, JP D'Anvers, A. Karmakar, J. Balasch: A Side-Channel Resistant Implementation of SABRE. ACM Journal on Emerging Technologies in Computing Systems 17(2), 2021.